# إستونيا في الألعاب الأولمبية
إستونيا في الألعاب الأولمبية الألعاب الأولمبية هي من أهم الأحداث الرياضية في إستونيا، تقوم اللجنة الأولمبية الإستونية بالإشراف في شؤون مشاركة إستونيا في الألعاب الأولمبية، كانت إستونيا تشارك في البداية كجزء من فريق روسيا القيصرية وأول دورة شاركت فيها كانت في الألعاب الأولمبية الصيفية 1920 في أنتويرب في بلجيكا وثم بعد اتحاد إستونيا مع الإتحاد السوفييتي أصبحت تشارك بفريق موحد في دورة 1952 وثم عادت لتشارك كدولة مستقلة في الألعاب الأولمبية الصيفية 1992 في برشلونة في إسبانيا، فازت إستونيا حتى الآن في مشوارها في الألعاب الأولمبية الصيفية بمجموع 33 ميدالية في الألعاب الأولمبية الصيفية منها 9 ميداليات ذهبية و 9 فضية و 15 برونزية، وأكثر الرياضات التي تنافس فيها إستونيا هي المصارعة و ألعاب القوى و رفع الأثقال و سباق الدراجات الهوائية و التجديف و الملاكمة و الجودو و الإبحار.
في الألعاب الأولمبية الشتوية شاركت إستونيا أول مرة في دورة 1928 في سانت موريتز في ألمانيا وفازت إستونيا ب7 ميداليات منها 4 ذهبيات وفضيتان وبرونزية واحدة.